# Carl Ludwig von Proff-Irnich
Carl Ludwig Freiherr von Proff-Irnich und Menden (* 10. Juli 1816 in Geistingen; † 28. Oktober 1895 in Bonn) war Jurist, Mediziner und Mitglied des Reichstags des Norddeutschen Bundes.

## Leben
Carl Ludwig von Proff-Irnich besuchte das katholische Gymnasium in Köln, studierte in Bonn Rechtswissenschaften, in Berlin und Paris Medizin. 1842 wurde er Landgerichts-Assessor und unterzog sich während seiner Beschäftigung beim Kammergericht in Berlin der medizinischen Staatsprüfung (approbiert zur Praxis 1849). Später war er Landgerichtsrat in Bonn.
Von 1862 bis 1870 war er Mitglied des Preußischen Abgeordnetenhauses und von 1867 bis 1871 des Reichstags des Norddeutschen Bundes und des Zollparlaments für den Wahlkreis Köln 4 (Rheinbach, Bonn). In der ersten Legislaturperiode schloss er sich der Freien Vereinigung an, in der zweiten Legislaturperiode blieb er fraktionslos. Er stimmte gegen die Verfassung.
Proff-Irnich wurde auf dem Friedhof in Honnef beigesetzt.